# Svetislav Pešić
Svetislav Pešić (Novi Sad, 28. kolovoza 1949.) bivši je srbijanski košarkaš, a sadašnji trener. Trenutačni izbornik Srbije. Svetislav Pešić je jedan od najtrofejnijih europskih trenera. S reprezentacijom Jugoslavije osvojio je 2002. godine Svjetsko prvenstvo u SAD-u i 2001. godine Europsko prvenstvo u Turskoj, a s njemačkom reprezentacijom je 1993. godine osvojio Europsko prvenstvo. U klupskoj trenerskoj karijeri osvojio je Euroligu, FIBA Eurokup, Kup Radivoja Koraća, sedam nacionalnih prvenstava i četiri nacionalna kupa.

## Igračka karijera
Igračku karijeru započeo je u Pirotu, zatim nastavio u beogradskome Partizanu i sarajevskoj Bosni. S Bosnom je osvojio prvenstvo i kup Jugoslavije 1978. godine i kup europskih prvaka 1979. godine. 

## Trenerska karijera
Trenersku karijeru započeo je u sarajevskoj Bosni 1982. godine i ostao u njoj do 1986. godine. U tom razdoblju je osvojio prvenstvo Jugoslavije 1983. godine, nakon prijeporne utakmice u završnici protiv Šibenke. Od 1984. do 1987. godine bio je trenerom mlade reprezentacije Jugoslavije. U tom razdoblju je osvojio kadetsko i juniorsko europsko prvenstvo u košarci. S juniorskom reprezentacijom Jugoslavije u Bormio-u je 1987. godine bio prvak svijeta.
Od 1987. do 1993. godine bio je izbornikom njemačke reprezentacije, s kojom je osvojio, 1993. godine, Europsko prvenstvo u Njemačkoj.
Od 1993. pa do 2000. godine bio je šef stručnog stožera berlinske Albe. S Albom je, 1995. godine, osvojio Kup Radivoja Koraća i četiri uzastopne titule prvaka Njemačke.
Početkom 2001. godine imenovan je za izbornika jugoslavenske reprezentacije. S Jugoslavijom je osvojio Svjetsko prvenstvo u SAD-u 2002. godine i Europsko prvenstvo u Turskoj 2001. godine. Pored izborničke dužnosti, Pešić je godinu dana vodio i njemački Keln.
Nakon vođenja reprezentacije, Pešić je postao trenerom Barcelone. S Barcelonom je u sezoni 2002./2003. osvojio španjolsko prvenstvo, kup i Euroligu. Sljedeće sezone ponovo je osvojio španjolsko prvenstvo. Zbog svađe s članovima uprave, Pešić je napustio Barcelonu i prešao u rimsku Lottomaticu.
Pešić se 2006. godine dvoumio oko preuzimanja Girone i Real Madrida, ali na kraju se ipak odlučio za Gironu. S ovim klubom Pešić je osvojio FIBA Eurokup. Na kraju sezone Pešić je napustio Gironu i prešao u ruski Dinamo. U Dinamu je ostao nepunu sezonu, pošto je uprava odlučila raskinuti ugovor zbog nezadovoljavajućijih rezultata.
1. rujna 2008. godine Pešić je postao trenerom beogradske Crvene zvezde. Završetkom sezone 2008./09. istekao mu je ugovor, a kako nije potpisao novi nasputio je Zvezdu.